# Klub Lange Mensen
De Klub Lange Mensen (KLM) is een Nederlandse belangenorganisatie en gezelligheidsvereniging voor mensen met een bovengemiddelde lengte.
De club werd in 1958 opgericht door Albert Johan Kramer, een Amsterdamse kroegbaas en voormalig variétéartiest die zelf ruim 2,40 meter lang was. Van de club mochten alleen mannen met een lengte van meer dan 1,90 meter lid worden en vrouwen die langer waren dan 1,80 meter.
De vereniging maakte van 1958 - 1961 grote bloei door, met name in Noord-Holland en rond Amsterdam. De animo verdween en de vereniging sliep in (de vereniging is formeel niet opgeheven). In februari 1982 nam Rob Leurs uit Alphen aan den Rijn het initiatief om de Belangenvereniging voor Lange Mensen i.o. (BVLM) op te starten. De tot dan toe laatste voorzitter van de KLM, Frans Heemeijer, nam in 1982 contact op met Rob Leurs en in de zomer van dat jaar werd de KLM nieuw leven ingeblazen.
De KLM is lid van Ieder(in), de koepelorganisatie van mensen met een lichamelijke handicap, verstandelijke beperking of chronische ziekte. De KLM werkt samen met zusterorganisaties in Europa, de Verenigde Staten van Amerika en Canada. 
De KLM is een landelijke vereniging. Het bestuur bestaat uit vrijwilligers en treedt naar buiten als vertegenwoordiging van alle leden. De belangrijkste taken binnen de KLM zijn belangenbehartiging, informatievoorziening en het organiseren van sociale activiteiten. Er zijn 900.000 mensen in Nederland die 'lang' zijn.
In 2003 werden, mede op aandringen van de KLM, de minimale hoogtes van plafonds en deurposten in het Bouwbesluit met 20 cm verhoogd, naar respectievelijk 2,60 m en 2,30 m. Ook zijn ze nauw betrokken bij het ontwerp van een nieuwe vliegtuigstoel. 